# موريستاون (نيوجيرسي)
موريستاون هي بلدة أمريكية تقع في مقاطعة موريس، ولاية نيوجيرسي، الولايات المتحدة. أُطلق على موريستاون لقب «العاصمة العسكرية للثورة الأمريكية» لدورها الاستراتيجي الذي لَعِبتهُ في حرب الاستقلال من بريطانيا العظمى. يظهر هذا التاريخ اليوم في العديد من الأماكن المتواجدة في البلدة والتي تجتمع تحت اسم «حديقة موريستاون الوطنية التاريخية».

## التركيبة السكانية
حدّد مكتب تعداد الولايات المتحدة بيانات التركيبة السكانية لموريستاون في تعداد الولايات المتحدة. في ما يلي، التركيبة السكانية حسب تعدادي 2000 و2010.

### تعداد عام 2000
بلغ عدد سكان موريستاون 18,544 نسمة بحسب تعداد عام 2000، وبلغ عدد الأسر 7,252 أسرة وعدد العائلات 3,700 عائلة مقيمة في البلدة. في حين سجلت الكثافة السكانية 2,380.5 نسمة لكل كيلومتر مربع (6,165.5/ميل2). وبلغ عدد الوحدات السكنية 7,615 وحدة بمتوسط كثافة قدره 977.5 لكل كيلومتر مربع (2,531.7/ميل2).
وتوزع التركيب العرقي للبلدة بنسبة 67.15% من البيض و16.95% من الأمريكيين الأفارقة و0.22% من الأمريكيين الأصليين و3.77% من الأمريكيين ذوي الأصول الآسيوية و0.06% من سكان جزر المحيط الهادئ و8.48% من الأعراق الأخرى و3.36% من عرقين مختلطين أو أكثر و27.15% من الهسبانيون أو اللاتينيون من أي عرق.
بلغ عدد الأسر 7,252 أسرة كانت نسبة 25.9% منها لديها أطفال تحت سن الثامنة عشر تعيش معهم، وبلغت نسبة الأزواج القاطنين مع بعضهم البعض 34.4% من أصل المجموع الكلي للأسر، ونسبة 12% من الأسر كان لديها معيلات من الإناث دون وجود شريك، بينما كانت نسبة 4.6% من الأسر لديها معيلون من الذكور دون وجود شريكة وكانت نسبة 49% من غير العائلات. تألفت نسبة 38.7% من أصل جميع الأسر من عدة أفراد يعيشون في نفس المنزل ونسبة 10.2% كانت تتألف من شخص يعيش بمفرده يبلغ من العمر 65 عاماً أو أكثر. وبلغ متوسط حجم الأسرة المعيشية 2.43، أما متوسط حجم العائلات فبلغ 3.19.
بلغ العمر الوسطي للسكان 35.0 عاماً. وكانت نسبة 18.2% من القاطنين تحت سن الثامنة عشر، وكانت نسبة 8.4% بين الثامنة عشر والرابعة والعشرين عاماً، ونسبة 38.6% كانت واقعةً في الفئة العمرية ما بين الخامسة والعشرين والرابعة والأربعين عاماً، ونسبة 19.3% كانت ما بين الخامسة والأربعين والرابعة والستين، ونسبة 10.5% كانت ضمن فئة الخامسة والستين عاماً فما فوق. يوجد لكل 100 أنثى 98.7 ذكر، ويوجد لكل 100 أنثى في الثامنة عشر من عمرها فما فوق 97.2 ذكر.
بلغ متوسط دخل الأسرة في البلدة 57,563 دولارًا، أما متوسط دخل العائلة فبلغ 66,419 دولارًا. وكان متوسط دخل الذكور 42,363 دولارًا مقابل 37,045 دولارًا للإناث. وسجل دخل الفرد الخاص بالبلدة 30,086 دولارًا. وكانت نسبة 7.1% من العائلات ونسبة 11.5% من السكان تحت خط الفقر، وكان من هؤلاء نسبة 12.6% تحت سن الثامنة عشر ونسبة 14.3% في الخامسة والستين من العمر وما فوق.

### تعداد عام 2010
بلغ عدد سكان موريستاون 18,411 نسمة بحسب تعداد عام 2010، وبلغ عدد الأسر 7,417 أسرة وعدد العائلات 3,652 عائلة مقيمة في البلدة. في حين سجلت الكثافة السكانية 2,363.4 نسمة لكل كيلومتر مربع (6,121.2/ميل2). وبلغ عدد الوحدات السكنية 8,172 وحدة بمتوسط كثافة قدره 1,049 لكل كيلومتر مربع (2,716.9/ميل2).
وتوزع التركيب العرقي للبلدة بنسبة 62.50% من البيض و13.97% من الأمريكيين الأفارقة و0.64% من الأمريكيين الأصليين و4.34% من الأمريكيين ذوي الأصول الآسيوية و0.06% من سكان جزر المحيط الهادئ و14.84% من الأعراق الأخرى و3.66% من عرقين مختلطين أو أكثر و34.09% من الهسبانيون أو اللاتينيون من أي عرق.
بلغ عدد الأسر 7,417 أسرة كانت نسبة 25.6% منها لديها أطفال تحت سن الثامنة عشر تعيش معهم، وبلغت نسبة الأزواج القاطنين مع بعضهم البعض 31.1% من أصل المجموع الكلي للأسر، ونسبة 12% من الأسر كان لديها معيلات من الإناث دون وجود شريك، بينما كانت نسبة 6.2% من الأسر لديها معيلون من الذكور دون وجود شريكة وكانت نسبة 50.8% من غير العائلات. تألفت نسبة 38.8% من أصل جميع الأسر من عدة أفراد يعيشون في نفس المنزل ونسبة 9.5% كانت تتألف من شخص يعيش بمفرده يبلغ من العمر 65 عاماً أو أكثر. وبلغ متوسط حجم الأسرة المعيشية 2.40، أما متوسط حجم العائلات فبلغ 3.13.
بلغ العمر الوسطي للسكان 34.8 عاماً. وكانت نسبة 17.6% من القاطنين تحت سن الثامنة عشر، وكانت نسبة 9.7% بين الثامنة عشر والرابعة والعشرين عاماً، ونسبة 38.4% كانت واقعةً في الفئة العمرية ما بين الخامسة والعشرين والرابعة والأربعين عاماً، ونسبة 22.9% كانت ما بين الخامسة والأربعين والرابعة والستين، ونسبة 11.5% كانت ضمن فئة الخامسة والستين عاماً فما فوق. وتوزع التركيب الجنسي للسكان بنسبة 51.1% ذكور و48.9% إناث.

## المناخ
يظهر الجدول التالي التغييرات المناخية على مدار السنة لموريستاون:
| البيانات المناخية لـموريستاون     | البيانات المناخية لـموريستاون | البيانات المناخية لـموريستاون | البيانات المناخية لـموريستاون | البيانات المناخية لـموريستاون | البيانات المناخية لـموريستاون | البيانات المناخية لـموريستاون | البيانات المناخية لـموريستاون | البيانات المناخية لـموريستاون | البيانات المناخية لـموريستاون | البيانات المناخية لـموريستاون | البيانات المناخية لـموريستاون | البيانات المناخية لـموريستاون | البيانات المناخية لـموريستاون |
| الشهر                             | يناير                         | فبراير                        | مارس                          | أبريل                         | مايو                          | يونيو                         | يوليو                         | أغسطس                         | سبتمبر                        | أكتوبر                        | نوفمبر                        | ديسمبر                        | المعدل السنوي                 |
| --------------------------------- | ----------------------------- | ----------------------------- | ----------------------------- | ----------------------------- | ----------------------------- | ----------------------------- | ----------------------------- | ----------------------------- | ----------------------------- | ----------------------------- | ----------------------------- | ----------------------------- | ----------------------------- |
| متوسط درجة الحرارة الكبرى °ف (°م) | 38 (3)                        | 41 (5)                        | 50 (10)                       | 61 (16)                       | 71 (22)                       | 80 (27)                       | 85 (29)                       | 83 (28)                       | 75 (24)                       | 65 (18)                       | 54 (12)                       | 43 (6)                        | 62 (17)                       |
| متوسط درجة الحرارة الصغرى °ف (°م) | 18 (−8)                       | 19 (−7)                       | 27 (−3)                       | 36 (2)                        | 46 (8)                        | 54 (12)                       | 59 (15)                       | 58 (14)                       | 51 (11)                       | 39 (4)                        | 32 (0)                        | 23 (−5)                       | 39 (4)                        |
| الهطول إنش (مم)                   | 4.50 (114)                    | 3.00 (76)                     | 4.41 (112)                    | 4.64 (118)                    | 5.09 (129)                    | 4.40 (112)                    | 5.29 (134)                    | 4.37 (111)                    | 5.33 (135)                    | 4.17 (106)                    | 4.37 (111)                    | 4.10 (104)                    | 53.67 (1٬363)                 |
| المصدر:                           |                               |                               |                               |                               |                               |                               |                               |                               |                               |                               |                               |                               |                               |

## أعلام
- ستيرلينغ نورث
- كيرا كوسارين
- موريس فاولر بينتون
- آنا هاريسون
- غاريت ريسمان
- جو دانتي
- فيتز جون بورتر
- جو كيوبرت
- إيلين فورد
- هنري هاريسون ووكر
- بيتر دينكلاج